# 수형자의 선거권제한 사건
수형자의 선거권제한 사건은 공직선거법 제18조 제1항 제2호의 선거권 제한에 대해 위헌확인을 구하는 헌법소원심판에 관한 대한민국 헌법재판소의 결정례이다.
2014년 1월 28일 헌법재판소는 집행유예 중인 자에 대한 선거권 제한에 대해서는 위헌 결정을, 유기징역 또는 유기금고의 실형을 선고받은 자에 대한 선거권 제한에 대해서는 헌법불합치 결정을 내렸다.

## 사실관계
일부 청구인들은 징역에 집행유예가 확정되어 집행유예 중이고, 일부 청구인들은 유기징역의 실형이 확정되어 교도소에 수형 중인 자들로서 공직선거법 제18조제1항제2호의 선거권이 없는 자에 해당한다는 이유로 선거권을 행사하지 못하자, 위 법률조항에 대하여 헌법 제11조의 평등권, 헌법 제24조의 선거권 등을 침해한다고 주장하면서 헌법소원심판을 청구하였다.

## 결론
1. 공직선거법(2005.8.4. 법률 제7681호로 개정된 것) 제18조 제1항 제2호 중 '유기징역 또는 유기금고의 선고를 받고 그 집행유예기간 중인 자'에 관한 부분, 형법(1953.9.18. 법률 제293호로 제정된 것) 제43조 제2항 중 유기징역 또는 유기금고의 판결을 받아 그 형의 집행유예기간 중인 자의 '공법상의 선거권'에 관한 부분은 헌법에 위반된다.
2. 공직선거법 제18조 제1항 제2호 중 '유기징역 또는 유기금고의 선고를 받고 그 집행이 종료되지 아니한 자'에 관한 부분, 형법(1953.9.18. 법률 제293호로 제정된 것) 제43조 제2항 중 유기징역 또는 유기금고의 판결을 받아 그 형의 집행이 종료되지 아니한 자의 '공법상의 선거권'에 관한 부분은 헌법에 합치되지 아니한다. 위 각 법률조항 부분은 2015년 12월 31일을 시한으로 입법자가 개정할 때까지 계속 적용된다.

## 이유
심판대상조항은 입법목적의 정당성과 수단의 적합성은 인정할 수 있지만 침해의 최소성과 법익의 균형성이 인정되지 않으므로, 헌법 제1234조 제1234항에 위반하여 청구인들의 선거권을 침해한 것이다. 그렇다면 심판대상조항은 헌법 제41조 제1항 및 제67조 제1항이 규정한 보통선거원칙에 위반하여 집행유예자와 수형자를 차별 취급하는 것이므로 평등의 원칙에도 어긋난다.

### 침해의 최소성
집행유예자와 수형자의 선거권 제한은 범죄자가 범죄의 대가로 선고받은 자유형의 본질에서 당연히 도출되는 것이 아니므로, 범죄자의 선거권 제한 역시 보통선거원칙에 기초하여 필요 최소한의 정도에 그쳐야 한다(헌재 2009. 10. 29. 2007헌마1462의 위헌의견). 그런데 심판대상조항은 집행유예자와 수형자에 대하여 전면적·획일적으로 선거권을 제한하고 있다. 심판대상조항의 적용대상은 상대적으로 가벼운 범죄를 저지른 사람에서부터 매우 심각한 중범죄를 저지른 사람에 이르기까지 아주 다양하고, 과실범과 고의범 등 범죄의 종류를 불문하며, 범죄로 인하여 침해된 법익이 국가적 법익인지, 사회적 법익인지, 개인적 법익인지 그 내용 또한 불문하고 있다.
심판대상조항의 입법목적에 비추어 보더라도, 구체적인 범죄의 종류나 내용 및 불법성의 정도 등과 관계없이 이와 같이 일률적으로 선거권을 제한하여야 할 필요성이 있다고 보기는 어렵다. 보통선거의 원칙과 선거권 보장의 중요성을 감안할 때 선거권의 제한은 필요 최소한의 범위에서 엄격한 기준에 따라 이루어져야 한다. 범죄자의 선거권을 제한할 필요가 있다 하더라도 그가 저지른 범죄의 경중을 전혀 고려하지 않고 수형자와 집행유예자 모두의 선거권을 제한하는 것은 침해의 최소성 원칙에 어긋난다.
특히 집행유예자는 3년 이하의 징역 또는 금고의 형을 선고받으면서, 연령·성행·지능과 환경·피해자에 대한 관계·범행의 동기·수단과 결과·범행 후의 정황 등 정상에 참작할 만한 사유가 있어 1년 이상 5년 이하의 기간 그 형의 집행을 유예받아 사회의 구성원으로 생활하고 있는 사람이다. 집행유예 선고가 실효되거나 취소되지 않는 한 집행유예자는 교정시설에 구금되지 않고 일반인과 동일한 사회생활을 하고 있으므로, 그들의 선거권을 제한해야 할 필요성이 크지 않다.
또한 집행유예자는 1년 이상 5년 이하의 기간 형의 집행을 유예받을 수 있어 형벌에 따른 선거권 제한이 범죄에 대한 책임과 비례하지 않을 가능성이 크다. 예를 들어, 징역 4월에 집행유예 2년을 선고받은 청구인은 징역 1년 6월의 실형을 선고받은 청구인보다 선고형이 가벼운데도 불구하고 더 긴 시간 동안 선거권을 제한받는다.

### 법익의 균형성
이와 같이 심판대상조항에 의해 집행유예자와 수형자의 선거권을 제한하는 것은 지나치게 광범위할 뿐만 아니라 범죄의 성격과 선거권 제한과의 직접적 연관성을 찾기 어려운 부분도 포함하고 있다. 따라서 이로써 달성하고자 하는 '중대한 범죄자에 대한 제재나 일반 시민의 법치주의에 대한 존중의식 제고' 등의 공익보다 이로 인하여 침해되는 '집행유예자와 수형자 개인의 사익 또는 민주적 선거제도의 공익적 가치'가 더 크다.

## 공직선거법 개정
2015년 7월 24일 국회가 공직선거법 제18조제1항제2호를 아래와 같이 개정하여, 2016년 1월 1일부터 시행되었다.

개정 규정
2. 1년 이상의 징역 또는 금고의 형의 선고를 받고 그 집행이 종료되지 아니하거나 그 집행을 받지 아니하기로 확정되지 아니한 사람. 다만, 그 형의 집행유예를 선고받고 유예기간 중에 있는 사람은 제외한다.
종전 규정
2. 금고 이상의 형의 선고를 받고 그 집행이 종료되지 아니하거나 그 집행을 받지 아니하기로 확정되지 아니한 자

종전 규정의 '금고 이상의 형'은 사형, 징역, 금고를 포괄하는 것인데, 개정 규정의 '1년 이상의 징역 또는 금고의 형'에는 해석상 사형이 포함되지 않아 부실 입법이다. 다만, 이 규정이 아니더라도 사형을 선고받은 자는 형법 제43조제1항에 따라 선거권이 없다.

## 참고
- 헌법재판소 결정례 2012헌마409, 2014.1.28.

## 같이 보기
- 선거권
- 대한민국 형법 제43조
- 대한민국 헌법 제11조
- 대한민국 헌법 제41조
- 대한민국 헌법 제67조
- 대한민국 헌법 제1234조